# Marschbefehl
Als Marschbefehl wird ein offizieller, militärischer Befehl bezeichnet, der einen oder mehrere Soldaten oder eine Einheit anweist, sich an eine bestimmte Position oder einen bestimmten Ort zu bewegen.
In vielen Ländern wird ein Marschbefehl zusammen mit der Einberufung zum Wehrdienst (als so genannter Einberufungsbefehl) versendet. In der Schweiz hat das Wort Marschbefehl ausschließlich die Bedeutung eines persönlichen Aufgebots zum Militärdienst.

## Im Dienstbetrieb

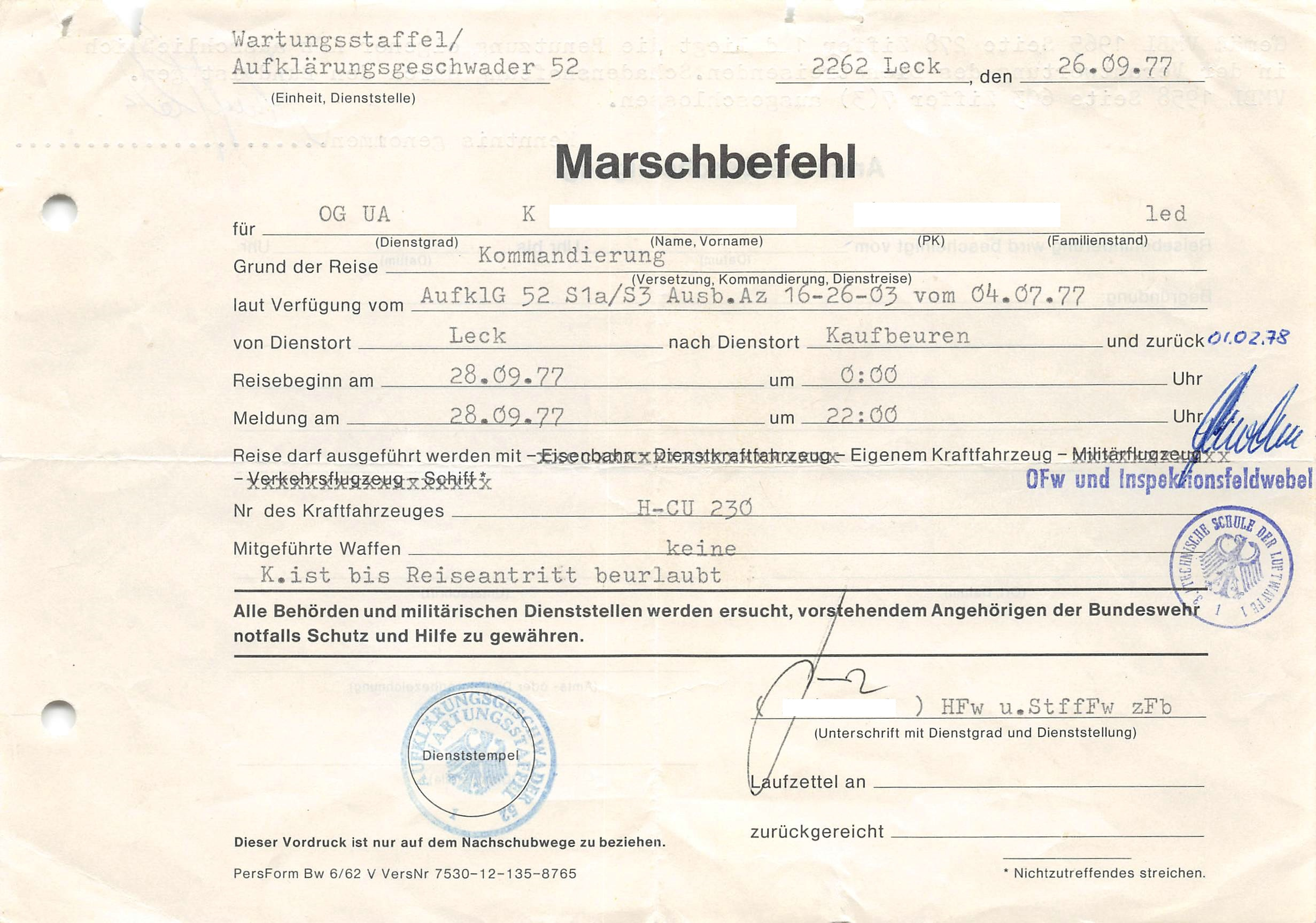
Marschbefehl der Bundeswehr ausgestellt für eine Kommandierung vom Fliegerhorst Leck zur Technische Schule der Luftwaffe 1

Der Marschbefehl (MB) im militärischen Dienstbetrieb z. B. der Bundeswehr oder des Bundesheeres wird wie alle Befehle von einem Vorgesetzten an die betreffenden Personen und Truppenteile ausgegeben.
Er beinhaltet, je nach Armee, unterschiedliche Angaben, mindestens aber:
- Startposition / Startort,
- Zielposition / Zielort,
- Zeitpunkt der Befehlsgebung,
- Name der Einheit / der Person für den der Befehl bestimmt ist,
- Name des Kommandanten, der den Befehl gegeben hat (ggf. mit Unterschrift).

Wird ein Soldat in Kriegszeiten ohne gültigen Marschbefehl und ohne Waffen in der Nähe der Front entdeckt, so kann das als Fahnenflucht ausgelegt werden. Besonders gegen Ende des Zweiten Weltkrieges wurden aus diesem Grund etwa 30.000 Wehrmachtssoldaten von den Standgerichten zum Tode verurteilt.
In einem Marschbefehl für einen Kraftfahrzeug-Marsch sollte enthalten sein:
1. Lage: Gefahren-/Schadenlage und eigene Lage
2. Auftrag: Zuteilung, Unterstellung und Abgabe von Kräften sowie der erhaltene Auftrag
3. Durchführung: Sammelraum bzw. Ablaufpunkt (eventuell Einzelheiten über den Marsch der Einheiten oder Teileinheiten zum Ablaufpunkt), Marschziel, Marschweg, Marschentfernung, Marschform, Marschfolge, Marschführer/-in, Führer/-innen der Einzelgruppen, Schließende(r), Marschabstand, Fahrzeugabstand, Ablaufzeit und ggf. vordefinierte technische Halte.

## Als Einberufungsbefehl
Ein Marschbefehl wird in vielen Ländern auch zusammen mit der Einberufung (als so genannter Einberufungsbefehl) zum Wehrdienst versendet.
In Deutschland wird der Marschbefehl vom zuständigen Kreiswehrersatzamt per Einschreiben versendet, in Österreich vom zuständigen Militärkommando mit der normalen Post. In Deutschland und Österreich gilt die Rechtspraxis, dass der Einberufungsbefehl nur wirksam ist, wenn er ordnungsgemäß zugestellt wurde.

### Situation in der Schweiz
In der Schweizer Armee gibt es den Persönlichen Marschbefehl, den offiziellen Befehl an den Angehörigen der Armee (AdA) zum Einrücken in den Militärdienst. Er wird dem Wehrpflichtigen sechs Wochen vor Beginn des Dienstes per Post zugestellt.
Der Marschbefehl wird vom Kommandanten der Einheit, des Stabes oder der Schule ausgestellt. Daneben sind für spezielle Dienste auch die Dienststellen des Eidgenössischen Departements für Verteidigung, Bevölkerungsschutz und Sport (VBS) zum Ausstellen von Marschbefehlen berechtigt.
Zusätzlich zum Marschbefehlversand hängen ab dem Vorjahr in jeder Gemeinde Aufgebotsplakate, auf denen die Einrückungsdaten ersichtlich sind. Jeder AdA ist verpflichtet, sich von sich aus kundig zu machen, wann ein Militärdienst ansteht. Er muss dazu seine im Dienstbüchlein vermerkte Truppeneinteilung kennen. Deshalb kann ein Nichterhalt des MB vom AdA nicht als Entschuldigung für ein Fernbleiben vorgebracht werden. Dem Marschbefehl muss der AdA die Einzelheiten in Bezug auf sein Einrücken entnehmen.
Mithilfe des dichten öffentlichen Verkehrs in der Schweiz kann jeder Aufgebotsort in der Regel mit ÖV erreicht werden. Der Marschbefehl der Armee gilt während der ganzen Dienstzeit wie ein Generalabonnement (GA) als Billett auf dem gesamten Bahn- und Postautonetz der Schweiz. Seit 2000 sind auch Fahrten in den Ausgang und in den persönlichen Urlaub gedeckt. Der Angehörige der Armee muss allerdings uniformiert sein oder eine Bewilligung für eine Fahrt in Zivil vorweisen können.
Für AdA vom Rekruten bis und mit Unteroffizieren gilt der MB in der 2. Klasse, für Kader ab Höheren Unteroffizieren und für alle Offiziere in der 1. Klasse.
Die im GA-Verbund vertretenen Verkehrsunternehmen erhalten vom VBS jährlich eine pauschale Abgeltung für die Beförderung der AdA mit MB.